# Ozd
Ozd (węg. Magyarózd) – wieś w Rumunii, w okręgu Marusza, w gminie Bichiș. W 2011 roku liczyła 318 mieszkańców.